# アイス (映画)
『アイス』（原題: Ice）は、ロバート・クレイマー監督・脚本による1970年のアメリカ合衆国のアクション映画である。

## キャスト
- トム・グリフィン
- ポール・マクアイザック
- ロバート・クレイマー
- ハワード＝ローブ・ハブーフ
- ブレッド・アンド・パペット
- ダン・タルボット
- デヴィッド・C・ストーン
- バーバラ・ストーン
- ジョナス・メカス

## 評価
Rotten Tomatoesでは、6件のレヴューで平均値は6.2点、支持率は75%だった。
ロジャー・グリーンスパンは、「2時間を超える本作の上映時間は長すぎるが、この広大さは、革命行動の全体像を理解するために求められたものである」と述べて、本作を擁護した。蓮實重彦は、「キャメラが鋭利に切り取って見せる男女が、どれもこれも一度見たら忘れられない表情におさまっている」と指摘したうえで、「ある意味では荒唐無稽ともいうべき蜂起への模索を、クレイマーがフィクションにこそふさわしい能動的な『画面』で描ききっていることを正視しなければならない」と述べた。